# Freudian
Freudian è l'album in studio di debutto del cantautore canadese Daniel Caesar. È stato pubblicato in modo indipendente il 25 agosto 2017 da Golden Child Recordings, e distribuito da Tune Core. Include le apparizioni di Kali Uchis, H.E.R., Syd, Charlotte Day Wilson e Sean Leon. La produzione deriva da Caesar, Matthew Burnett, Jordan Evans, BadBadNotGood, Alex Ernewein, Riley Bell e Jordon Manswell. L'album succede all'EP Pilgrim's Paradise del 2015. L'album è stato nominato per un Grammy Award nella categoria Best R&B Album, insieme a una nomination per la migliore performance R&B con "Get You" alla 60ª edizione annuale dei Grammy Awards e con "Best Part" con H.E.R. vincendo la migliore performance R&B alla 61ª edizione dei Grammy Awards.
L'album è stato supportato dai singoli Get You con Kali Uchis e dal doppio singolo We Find Love / Blessed.

## Copertina
La copertina dell'album presenta la fotografia dei direttori creativi Keavan Yazdani e Sean Brown. La fotografia ritrae Caesar che si arrampica su un pendio del Monumento Shumer, in Bulgaria, costruito per commemorare i 1300 anni dello stato Bulgaro.

## Acogglienza e critica
Freudian ha ricevuto ampi consensi dalla critica al momento del rilascio.
Exclaim! ha classificato l'album alla posizione numero 5 nella loro "Top 10 album soul e R&B del 2017".
L'album è stato finalista per il Polaris Music Prize 2018.

## Tracce
1. Get You (featuring Kali Uchis) – 4:38 (Ashton Simmonds, Karly Loaiza, Jordan Evans, Matthew Burnett, Ian Culley, Wesley Allen, Alexander Sowinski, Chester Hansen, Leland Whitty, Matthew Tavares)
2. Best Part (featuring H.E.R.) – 3:29 (Simmonds, Gabi Wilson, Burnett, Evans, Riley Bell)
3. Hold Me Down – 3:51 (Simmonds, Burnett, Evans, Alex Ernewein, Nevon Sinclair, Kirk Franklin)
4. Neu Roses (Transgressor's Song)" – 3:01 (Simmonds, Burnett, Evans, Sinclair, Sean Barrow)
5. Loose – 3:05 (Simmonds, Ernewein, Burnett, Evans)
6. We Find Love – 4:14 (Simmonds, Evans, Burnett, Jordon Manswell, Allen, Sinclair, Kyle David Matthews)
7. Blessed – 4:01 (Simmonds, Burnett, Evans, Culley, Ernewein, Sinclair)
8. Take Me Away (featuring Syd) – 3:46 (Simmonds, Sydney Bennett, Evans, Burnett, Culley)
9. Transform (featuring Charlotte Day Wilson) – 4:40 (Simmonds, Charlotte Wilson, Burnett, Evans, Ernewein)
10. Freudian – 10:02 (Simmonds, Matthew Sean Leon, Burnett, Evans, Sinclair, Bell)

## Classifiche
| Classifica (2017) | Posizione massima |
| ----------------- | ----------------- |
| Belgio (Fiandre)  | 192               |
| Canada            | 16                |
| Nuova Zelanda     | 39                |
| Stati Uniti       | 25                |